# Station Cardiff Bay
Cardiff Bay is een spoorwegstation van National Rail in Cardiff in Wales. Het station is eigendom van Network Rail en wordt beheerd door Transport for Wales. Het station is Grade II* listed